# Cedric Maxwell
Bryan Cedric Maxwell (21 de novembro de 1955, em Kinston, Carolina do Norte) é um ex-jogador profissional de basquete, que agora trabalha com radiodifusão. 
Apelidado de "Cornbread", ele jogou em 11 temporadas na NBA e desempenhou um papel chave em dois títulos da NBA do Boston Celtics.

## Carreira universitária
Maxwell foi uma estrela da Universidade da Carolina do Norte em Charlotte. Na universidade, Maxwell é o 6º maior pontuador de todos os tempos e sua camisa #33 foi aposentada em 1977, quando liderou a equipe até o Final Four da NCAA.
Após a conclusão de sua carreira em Charlotte, Maxwell foi a 12ª escolha geral no Draft da NBA de 1977. Ele foi selecionado pelo Boston Celtics, onde jogou por oito de suas onze temporadas.

## Carreira profissional
Maxwell teve impacto em sua segunda temporada com os Celtics. Enquanto a equipe estava em uma temporada ruim em 1978-79, enquanto aguardavam a decisão de Larry Bird de assinar com a franquia, Maxwell teve uma média de 19,0 pontos e 9,9 rebotes por jogo. Os Celtics tiveram um recorde de apenas 29-53, mas o potencial do jovem Maxwell, juntamente com a adição promissora de Bird e outros, preparou o terreno para o que se tornaria uma dinastia da NBA.
Maxwell era mais conhecido por seus movimentos perto ou abaixo da cesta. Era raro que Maxwell desse um arremessos de 3 pontos, especialmente quando companheiros de equipe como Bird ou Tiny Archibald estavam na quadra. Isso ajudou os Celtics a ter um ataque equilibrado com um formidável jogo interno que era difícil para a maioria das equipes defender.
Maxwell também era um jogador decisivo nos playoffs. Ele foi nomeado MVP das Finais da NBA de 1981 e três anos depois, marcou 24 pontos contra o Los Angeles Lakers na decisiva vitória do Jogo 7 durante as Finais da NBA de 1984. Antes do jogo, ele disse a seus companheiros de equipe que "escalassem minhas costas, garotos". O lado colorido de Na temporada seguinte, depois de uma lesão, Maxwell perdeu sua titularidade para Kevin McHale.
Maxwell foi trocado junto com uma escolha de draft, em 6 de setembro de 1985, para o Los Angeles Clippers por Bill Walton. Maxwell passou uma temporada e meia com os Clippers antes de ser negociado com o Houston Rockets em janeiro de 1987. 
Ele se aposentou da NBA após a temporada de 1987-88, tendo marcado 10.465 pontos e conseguido 5.261 rebotes ao longo de 11 temporadas, que, ao longo de sua carreira, alcançam médias de 12,5 pontos e 6,3 rebotes por jogo.

## Pós-Carreira
Maxwell foi o 22º jogador a ter sua camisa (número 31) aposentada pelo Boston Celtics (15 de dezembro de 2003). 
Hoje em dia, ele é radialista da WBZ-FM em Boston, onde comenta os jogos dos Celtics com Sean Grande e mora em Weston, Massachusetts.
Maxwell foi criticado por comentários que fez no ar durante um jogo em 2007. Insatisfeito com a árbitra Violet Palmer, ele disse aos ouvintes que Palmer deveria "voltar para a cozinha" e "fazer um pouco de bacon e ovos". Maxwell pediu desculpas durante uma transmissão subsequente.
No programa de rádio "Primetime with The Packman" (WFNZ-AM) de 16 de março de 2010, originado de Charlotte, Cedric Maxwell declarou que ele estava aberto à posição de treinador na Universidade da Carolina do Norte em Charlotte. Ele passou a dizer que ele estava esperando que a universidade, pelo menos, oferecer-lhe uma entrevista.

## Estatísticas

### Temporada regular
| Ano      | Equipe   | PJ  | MPJ  | AP   | 3P   | LL   | RT  | AS  | BR  | TO  | PPJ  |
| -------- | -------- | --- | ---- | ---- | ---- | ---- | --- | --- | --- | --- | ---- |
| 1977-78  | Celtics  | 72  | 16.8 | .538 | -    | .752 | 5.3 | 0.9 | 0.7 | 0.7 | 7.3  |
| 1978-79  | Celtics  | 80  | 37.1 | .584 | -    | .802 | 9.9 | 2.9 | 1.2 | 0.9 | 19.0 |
| 1979-80  | Celtics  | 80  | 34.3 | .609 | -    | .787 | 8.8 | 2.5 | 1.0 | 0.8 | 16.9 |
| 1980-81  | Celtics  | 81  | 33.7 | .588 | .000 | .782 | 6.5 | 2.7 | 1.0 | 0.8 | 15.2 |
| 1981-82  | Celtics  | 78  | 33.2 | .548 | .000 | .747 | 6.4 | 2.3 | 1.0 | 0.6 | 14.8 |
| 1982-83  | Celtics  | 79  | 28.5 | .499 | .000 | .812 | 5.3 | 2.4 | 0.8 | 0.5 | 11.9 |
| 1983-84  | Celtics  | 80  | 31.3 | .532 | .167 | .753 | 5.8 | 2.6 | 0.8 | 0.3 | 11.9 |
| 1984-85  | Celtics  | 57  | 26.2 | .533 | .000 | .831 | 4.2 | 1.8 | 0.6 | 0.3 | 11.1 |
| 1985-86  | Clippers | 76  | 32.3 | .475 | .000 | .795 | 8.2 | 2.8 | 0.8 | 0.4 | 14.1 |
| 1986-87  | Clippers | 35  | 32.3 | .519 | -    | .776 | 7.2 | 3.5 | 0.7 | 0.3 | 13.6 |
| 1986-87  | Rockets  | 46  | 18.2 | .548 | .000 | .773 | 4.0 | 1.6 | 0.3 | 0.1 | 7.2  |
| 1987-88  | Rockets  | 71  | 11.9 | .468 | .000 | .769 | 2.5 | 0.8 | 0.3 | 0.2 | 3.8  |
| Carreira | Carreira | 835 | 28.5 | .546 | .053 | .784 | 6.3 | 2.2 | 0.8 | 0.5 | 12.5 |

### Playoffs
| Ano      | Equipe   | PJ  | MPJ  | AP   | 3P   | LL   | RT   | AS  | BR  | TO  | PPJ  |
| -------- | -------- | --- | ---- | ---- | ---- | ---- | ---- | --- | --- | --- | ---- |
| 1980     | Celtics  | 9   | 35.6 | .634 | -    | .754 | 10.0 | 2.1 | 0.6 | 1.1 | 18.2 |
| 1981     | Celtics  | 17  | 35.2 | .580 | -    | .818 | 7.4  | 2.7 | 0.7 | 0.9 | 16.1 |
| 1982     | Celtics  | 12  | 32.1 | .517 | -    | .714 | 7.3  | 2.2 | 1.5 | 0.9 | 14.5 |
| 1983     | Celtics  | 7   | 35.1 | .527 | -    | .842 | 7.3  | 3.3 | 0.6 | 0.6 | 12.9 |
| 1984     | Celtics  | 23  | 32.7 | .503 | .000 | .779 | 5.2  | 2.4 | 1.0 | 0.3 | 11.9 |
| 1985     | Celtics  | 20  | 11.9 | .488 | -    | .791 | 2.4  | 0.4 | 0.5 | 0.1 | 3.8  |
| 1987     | Rockets  | 10  | 17.7 | .529 | .000 | .743 | 3.3  | 1.7 | 0.4 | 0.0 | 6.2  |
| 1988     | Rockets  | 4   | 3.8  | .500 | -    | -    | 0.3  | 0.3 | 0.0 | 0.0 | 0.5  |
| Carreira | Carreira | 102 | 26.8 | .545 | .000 | .777 | 5.4  | 1.9 | 0.7 | 0.5 | 10.9 |

Fonte:

## Títulos e Homenagens
- 2× Campeão da NBA (1981, 1984).
- MVP das Finais da NBA (1981).
- No. 31 aposentado pelo Boston Celtics.
- No. 33 aposentado pela Universidade da Carolina do Norte em Charlotte.